# Intel 8226

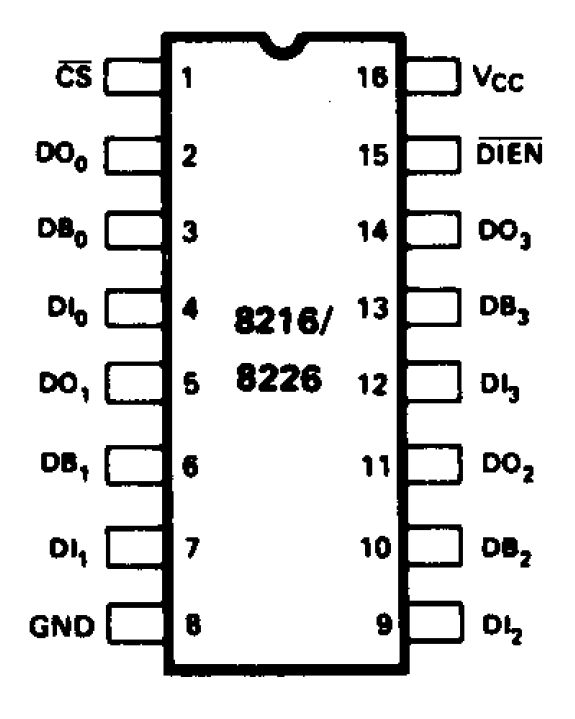
Pinbelegung 8216/8226

Der Intel 8226 ist ein bidirektionaler 4-Bit-Treiber, der für die Intel-8080/8085-Prozessoren entwickelt wurde. Der Baustein wird im 16-Pin-DIL-Gehäuse geliefert. Er wurde u. a. an NEC und Siemens lizenziert. Ist CE (Chip Select) auf GND geschaltet, ist der Baustein angewählt. Mit DIEN (Data in enable) wird die Datenflussrichtung festgelegt (0: DI → DB; 1: DB → DO). Die einkommenden Daten werden – im Gegensatz zum 8216 – invertiert.

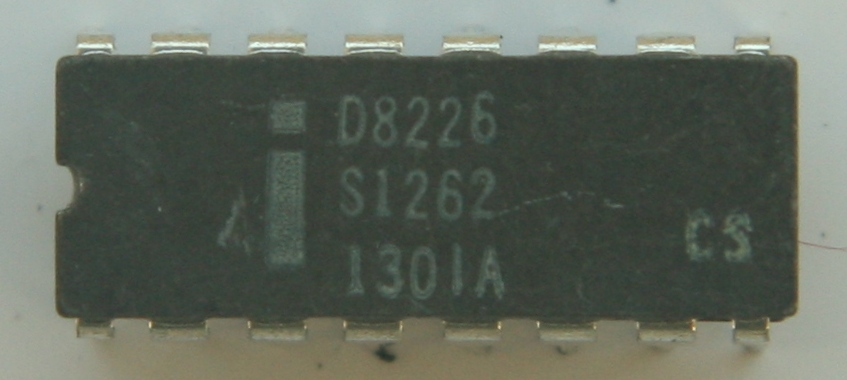
D8226 der Firma Intel

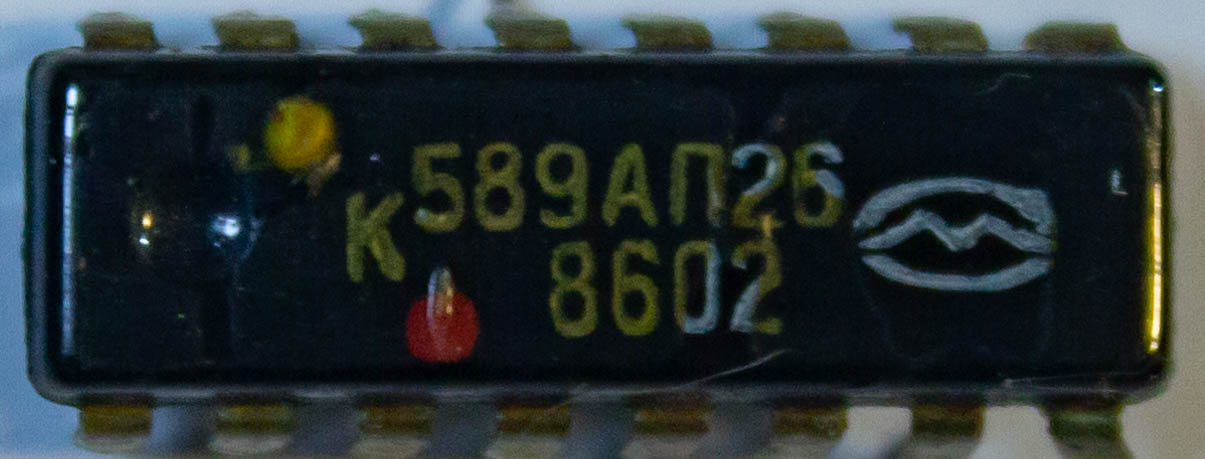
Äquivalenter Schaltkreis K589AP26 aus sowjetischer Produktion (Hersteller: Meson Chișinău; 1986)

Für die Intel-8086/8087/8088/8089-Prozessoren wurde der 8287 als invertierender 8-Bit-Treiber entwickelt.